# Государственный строй Руанды
Руанда — президентская республика, президент Руанды является главой государства и главой правительства. Руанда имеет двухпалатную парламентскую систему, состоящую из сената и Палаты депутатов. Исполнительная власть осуществляется правительством, законодательная власть осуществляется правительством. 

## Глава государства
Главой государства в Руанде является президент, который избирается всенародным голосованием на пятилетний срок. В настоящее время пост президента занимает Поль Кагаме, являющийся одновременно главой вооружённых сил. Предыдущие президентские выборы проходили в июле 2024 года, Кагаме набрал 99% голосов.

## Министерства Руанды
- Министерство иностранных дел
- Министерство здравоохранения Руанды
- Министерство обороны Руанды
- Министерство финансов и экономического планирования Руанды
- Министерство торговли и промышленности Руанды
- Министерство юстиции и конституционных дел
- Министерство финансов, планирования и экономического развития
- Министерство образования и спорта
- Министерство науки, технологий и инноваций
- Министерство труда и транспорта
- Министерство внутренних дел

## Ветви власти

### Исполнительная власть
Согласно не изменённым параграфам принятой в 2003 году Конституции Руанда является суверенной, демократической и социальной республикой с президентской формой правления. Президент Руанды является главой государства, осуществляющим исполнительную власть при содействии правительства. Он выступает гарантом национального единства и территориальной целостности государства. Президент обладает широкими полномочиями, в частности назначает премьер-министра республики и по его предложению — других министров; является представителем республики на переговорах с иностранными государствами; с разрешения национального собрания объявляет войну и подписывает перемирие, являясь при этом главнокомандующим армии; утверждает и публикует законы, имея право вето; имеет право на помилование.
Президент избирается прямым тайным голосованием по мажоритарной системе в один раунд выборов сроком на пять лет не более 2 раз подряд. С апреля 2000 президент — Поль Кагаме. Он был избран впервые в 2003, позже в 2010. В 2015 на референдуме были обнулены президентские сроки, и Кагаме в третий раз вступил в должность, имея право быть избранным ещё два раза и представлять страну до 2034 года.

### Законодательная власть
Руандийская система правительства построена по аналогии с германской и бельгийской, чьей колонией Руанда ранее была. Парламент Руанды состоит из двух палат и носит название «Национальная ассамблея». Члены национальной ассамблеи называются депутатами. Они избираются прямым голосованием сроком на 5 лет. Нижняя палата — Палата депутатов (руанда Umutwe w'Abadepite, также иногда используется название «Национальное собрание») — рассчитана на 80 мест. Треть (24) из них должна принадлежать женщинам. На последних выборах в 2018 году они заняли более половины мест — 49, это первое место в мире, всего стран с большинством женщин в парламенте в мире лишь три. Ещё 53 человека избираются по пропорциональной системе, 3 принадлежат к юношеским организациям. Верхняя палата — Сенат — состоит из 26 членов. 8 из них назначаются президентом, 12 назначаются местными советами, 2 избираются, остальные 4 назначаются организациями. 10 женщин, 16 мужчин. Срок — 8 лет.

### Судебная власть
Согласно конституции, судебная власть отделена от других ветвей, и президент выступает как гарант этого, хотя и имеет право назначать магистратов по предложению совета и назначаемого самим президентом министра юстиции. По оценкам международной правозащитной организации Human Rights Watch в стране был достигнут высокий уровень правосудия, в частности они похвалили правительство за следование международным стандартам и введение моратория на смертную казнь. Однако они же выразили недовольство из-за случаев вмешательства в судебную систему и давления на судей.
Согласно конституции, судебная власть в зависимости от правонарушения осуществляется различными органами: кантонскими (местными) судами, судами первой инстанции, апелляционными и кассационными (последние рассматривают жалобы на решения низ лежащих судов) судами. В 2011 году для ускорения рассмотрения большого количества дел правительство приняло решение об организации коммерческих судов, которые находятся в частных руках, но тем не менее, должны следовать общей конституции страны. В следующем году отменили систему традиционных судов Гачача, которые появились в стране после введения закона 2001 года для того, чтобы разбирать многочисленные дела об убийствах и прочих правонарушениях, совершённых в ходе геноцида.

## Участие международных организаций
- Африканский союз
- ЭССВО
- COMESA
- ООН
- ВТО
- Содружество наций
- Движение неприсоединения